# Basketball Bundesliga de 2001–02
A Temporada 2001–02 da Basketball Bundesliga foi a 36.ª edição da principal competição de basquetebol masculino na Alemanha disputada entre 3 de outubro de 2001 e 25 de maio de 2002. A equipe do Alba Berlim conquistou seu sexto título nacional, sendo este de maneira consecutiva.

## Equipes participantes
| Clube                   | Localização |
| ----------------------- | ----------- |
| Alba Berlim             | Berlim      |
| Avitos Gießen           | Giessen     |
| Bayer Giants Leverkusen | Leverkusen  |
| Brandt Hagen            | Hagen       |
| EWE Baskets Oldenburgo  | Oldemburgo  |
| Mitteldeutscher         | Weißenfels  |
| Opel Skyliners          | Francoforte |
| RheinEnergy Colônia     | Colônia     |
| s.Oliver Wurzburgo      | Wurtzburgo  |
| StadtSport Braunschweig | Brunsvique  |
| TBB Trier               | Tréveris    |
| Telekom Baskets Bonn    | Bona        |
| TSK uniVersa Bamberg    | Bamberga    |
| WiredMinds Tubinga      | Tubinga     |

## Temporada Regular
| Casa\Visitante          | ALB    | AVI    | BAY    | HAG    | EWE    | MIT    | OPE     | RHE    | sOL    | STA    | TBB    | TEL     | TSK   | WIR    |
| ----------------------- | ------ | ------ | ------ | ------ | ------ | ------ | ------- | ------ | ------ | ------ | ------ | ------- | ----- | ------ |
| Alba Berlin             |        | 83-62  | 72-77  | 77-68  | 105-72 | 111-85 | 71-79   | 76-85  | 72-77  | 92-58  | 81-68  | 76-75   | 95-88 | 97-90  |
| Avitos Gießen           | 65-71  |        | 91-73  | 87-59  | 83-78  | 116-75 | 79-85   | 67-75  | 103-84 | 93-65  | 100-66 | 75-76   | 84-79 | 77-82  |
| Bayer Leverkusen        | 102-85 | 102-89 |        | 80-86  | 102-80 | 95-63  | 83-94   | 107-93 | 86-88  | 90-73  | 91-52  | 105-102 | 84-69 | 85-87  |
| Brandt Hagen            | 80-87  | 62-70  | 85-90  |        | 90-88  | 90-76  | 81-80   | 72-78  | 73-78  | 89-100 | 69-62  | 91-86   | 89-62 | 101-93 |
| EWE Baskets             | 87-89  | 66-70  | 97-101 | 95-85  |        | 81-64  | 101-113 | 72-101 | 78-85  | 83-79  | 91-92  | 79-86   | 82-79 | 85-71  |
| Mitteldeutscher         | 81-98  | 77-94  | 51-108 | 72-107 | 105-94 |        | 64-83   | 85-103 | 77-78  | 85-73  | 94-75  | 71-90   | 74-84 | 92-78  |
| Opel Skyliners          | 73-84  | 63-60  | 116-92 | 90-89  | 86-76  | 84-70  |         | 91-80  | 103-84 | 89-70  | 95-101 | 98-96   | 88-61 | 96-78  |
| RheinEnergy Colônia     | 72-87  | 78-70  | 84-80  | 86-67  | 81-72  | 98-63  | 81-75   |        | 86-76  | 97-84  | 83-73  | 66-85   | 71-74 | 96-70  |
| s.Oliver Wurzburgo      | 79-90  | 74-82  | 64-83  | 86-72  | 97-69  | 91-75  | 75-106  | 67-79  |        | 92-81  | 101-88 | 83-93   | 72-85 | 73-80  |
| StadtSport Braunschweig | 58-81  | 91-93  | 60-76  | 69-70  | 88-69  | 79-68  | 88-103  | 68-86  | 94-81  |        | 85-77  | 78-80   | 88-95 | 91-87  |
| TBB Trier               | 92-83  | 72-104 | 80-106 | 80-77  | 76-96  | 79-68  | 117-92  | 77-96  | 97-82  | 107-69 |        | 89-103  | 69-93 | 75-78  |
| Telekom Baskets Bonn    | 78-72  | 62-65  | 85-74  | 91-83  | 88-77  | 92-66  | 83-89   | 85-73  | 108-92 | 90-84  | 102-74 |         | 98-68 | 102-72 |
| TSK uniVersa Bamberg    | 75-73  | 66-65  | 81-101 | 81-83  | 96-86  | 86-96  | 79-78   | 72-76  | 114-87 | 84-73  | 94-65  | 74-81   |       | 90-67  |
| WiredMinds Tubinga      | 89-92  | 82-76  | 90-97  | 84-99  | 97-81  | 90-76  | 77-84   | 77-88  | 82-87  | 73-81  | 95-85  | 77-79   | 77-86 |        |

### Classificação Fase Regular
| Pos. | Clube                   | J  | V  | D  | P+   | P-   | SP   | Classificação                   |
| ---- | ----------------------- | -- | -- | -- | ---- | ---- | ---- | ------------------------------- |
| 1    | Telekom Baskets Bona    | 26 | 20 | 6  | 2316 | 2046 | 270  | Playoffs                        |
| 2    | Opel Skyliners          | 26 | 20 | 6  | 2333 | 2120 | 213  | Playoffs                        |
| 3    | RheinEnergy Colônia     | 26 | 20 | 6  | 2192 | 1992 | 200  | Playoffs                        |
| 4    | Bayer Giants Leverkusen | 26 | 18 | 8  | 2370 | 2117 | 253  | Playoffs                        |
| 5    | Alba Berlim             | 26 | 18 | 8  | 2200 | 2015 | 185  | Playoffs                        |
| 6    | Avitos Gießen           | 26 | 15 | 11 | 2120 | 1946 | 174  | Playoffs                        |
| 7    | TSK uniVersa Bamberga   | 26 | 14 | 12 | 2115 | 2102 | 13   | Playoffs                        |
| 8    | Brandt Hagen            | 26 | 12 | 14 | 2117 | 2128 | -11  | Playoffs                        |
| 9    | s.Oliver Wurzburgo      | 26 | 11 | 15 | 2133 | 2256 | -123 | Grupo hexagonal de rebaixamento |
| 10   | WiredMinds Tubinga      | 26 | 8  | 18 | 2118 | 2291 | -173 | Grupo hexagonal de rebaixamento |
| 11   | TBB Tréveris            | 26 | 8  | 18 | 2088 | 2328 | -240 | Grupo hexagonal de rebaixamento |
| 12   | StadtSport Brunsvique   | 26 | 7  | 19 | 2027 | 2230 | -203 | Grupo hexagonal de rebaixamento |
| 13   | EWE Baskets Oldenburgo  | 26 | 6  | 20 | 2135 | 2309 | -174 | Grupo hexagonal de rebaixamento |
| 14   | Mitteldeutscher         | 26 | 5  | 21 | 1973 | 2357 | -384 | Grupo hexagonal de rebaixamento |

## Playoffs
|  | Quartas-de-final | Quartas-de-final | Quartas-de-final |        |             | Semifinais | Semifinais | Semifinais |  |  | Final | Final  | Final |
|  |                  |                  |                  |        |             |            |            |            |  |  |       |        |       |
|  |                  | Francoforte      | 3                |        |             |            |            |            |  |  |       |        |       |
|  |                  | Hagen            | 0                |        |             |            |            |            |  |  |       |        |       |
|  |                  | Hagen            | 0                |        | Francoforte | 0          |            |            |  |  |       |        |       |
|  |                  |                  |                  |        | Francoforte | 0          |            |            |  |  |       |        |       |
|  |                  |                  | Berlim           | 3      |             |            |            |            |  |  |       |        |       |
|  |                  | Leverkusen       | Berlim           | 3      | 1           |            |            |            |  |  |       |        |       |
|  |                  | Leverkusen       |                  |        | 1           |            |            |            |  |  |       |        |       |
|  |                  | Berlim           | 3                |        |             |            |            |            |  |  |       |        |       |
|  |                  |                  |                  |        |             |            |            |            |  |  |       | Berlim | 3     |
|  |                  |                  |                  | Gießen | 0           |            |            |            |  |  |       |        |       |
|  |                  | Bona             | 3                |        |             |            |            |            |  |  |       |        |       |
|  |                  | Bamberga         | 2                |        |             |            |            |            |  |  |       |        |       |
|  |                  | Bamberga         | 2                |        | Bona        | 1          |            |            |  |  |       |        |       |
|  |                  |                  |                  |        | Bona        | 1          |            |            |  |  |       |        |       |
|  |                  |                  | Gießen           | 3      |             |            |            |            |  |  |       |        |       |
|  |                  | Colônia          | Gießen           | 3      | 3           |            |            |            |  |  |       |        |       |
|  |                  | Colônia          |                  |        | 3           |            |            |            |  |  |       |        |       |
|  |                  | Gießen           | 1                |        |             |            |            |            |  |  |       |        |       |

## Hexagonal de rebaixamento
|     | Equipo                  | J  | G  | P  | Pts | Classificação                         |
| --- | ----------------------- | -- | -- | -- | --- | ------------------------------------- |
| 9.  | s.Oliver Würzburg       | 36 | 15 | 21 | 30  |                                       |
| 10. | StadtSport Braunschweig | 36 | 14 | 22 | 28  |                                       |
| 11. | HERZOGtel Trier         | 36 | 14 | 22 | 28  |                                       |
| 12. | EWE Baskets Oldenburg   | 36 | 13 | 23 | 26  |                                       |
| 13. | Mitteldeutscher         | 36 | 10 | 26 | 20  | Rebaixados a 2. Basketball-Bundesliga |
| 14. | WiredMinds Tübingen     | 36 | 9  | 27 | 18  | Rebaixados a 2. Basketball-Bundesliga |

## Campeões da Basketball Bundesliga (BBL) 2001–02
| Campeões da BBL 2001–02 |
| ----------------------- |
| Alba Berlim 6.º título  |

## Clubes alemães em competições europeias
| Clube                | Competição   | Resultado                  |
| -------------------- | ------------ | -------------------------- |
| Alba Berlin          | EuroLiga     | Temporada Regular (3v-11d) |
| Telekom Baskets Bonn | EuroLiga     | 3ª classificação (4v-2d)   |
| Opel Skyliners       | EuroLiga     | Temporada Regular (8v-6d)  |
| Telekom Baskets Bonn | Copa Saporta | Quartas de Finais (8v-6d)  |
| Opel Skyliners       | Copa Saporta | Top 16 (10v-4d)            |
| Bayer Leverkusen     | Copa Korać   | Oitavas de Finais (4v-3d)  |
| Avitos Gießen        | Copa Korać   | Primeira fase (1v-1d)      |
| HERZOGtel Trier      | Copa Korać   | Primeira fase (1e-1d)      |
| SG Braunschweig      | Copa Korać   | Primeira fase (2d)         |